# You're My Best Friend
"You're My Best Friend" é um single da banda britânica de rock Queen, lançado em 1976. A canção foi escrita pelo baixista John Deacon, e é oriunda do álbum A Night at the Opera, de 1975, sendo também a segunda e última música de trabalho a representar o disco.
A música foi escrita em homenagem à esposa de Deacon, Veronica Tetzlaff, e destaca-se por ter sido escrita no piano, instrumento que John estava aprendendo a tocar. Na gravação, o baixista queria que o vocalista e pianista Freddie Mercury a tocasse num piano elétrico Wurlitzer, pedido que prontamente Mercury negou, pelo fato de detestar pianos elétricos. Assim, John Deacon teve que gravar o piano nesta faixa.
Alcançando a décima sexta posição nas paradas dos EUA, a canção é geralmente citada pela mídia especializada como um dos pontos altos de toda a carreira do Queen. A revista Rolling Stone a definiu como uma das três melhores performances vocais de Freddie Mercury, juntamente com "Bohemian Rhapsody" e "We Are the Champions".
A balada também está registrada numa versão ao vivo em Live Killers, além de estar em várias coletâneas da banda, como Greatest Hits, Absolute Greatest e Queen Forever.

## Ficha técnica
Banda
- John Deacon - baixo, piano elétrico Wurlitzer, composição
- Freddie Mercury - vocais
- Brian May - vocais de apoio, guitarra
- Roger Taylor - bateria e vocais de apoio